# Mustafa Hasanagić
Mustafa Hasanagić (en serbe en écriture cyrillique : Mуcтaфa Хacaнaгић), né le 20 avril 1941 à Priboj dans le royaume de Yougoslavie, et mort le 12 novembre 2023, est un joueur et entraîneur international de football serbo-bosnien.